# 로마의 수도교 목록

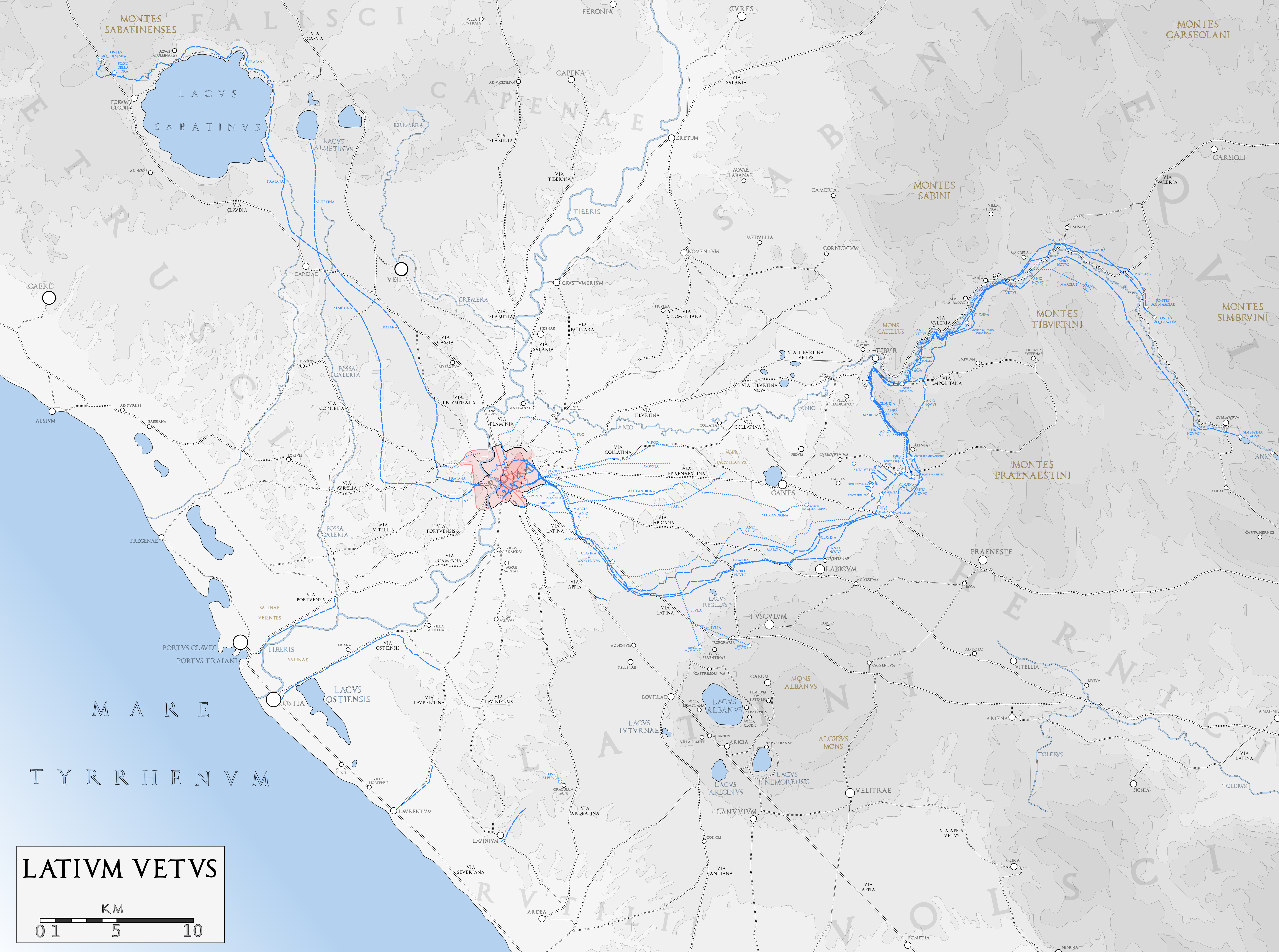

이 문서는 로마에 있는 고대 로마의 수도교 목록을 나열해 놓은 것이다.

## 서론
엄청난 인구가 필요로 하는 대량의 물 수요를 충족하기 위해 로마 시는 11개의 수도교를 통해 시내에 공급했다. 이 수도교들의 수용력을 모두 합치면 최소한 1,127,220m³의 물을 아펜니노 산맥에서 도시로 매일 공급하는 것을 가능하게 했다. 네르바 황제 통치 기간 동안 로마의 '쿠라토르 아쿠아룸(curator aquarum, "수도교의 관리자")'이었던 섹스투스 율리우스 프로티누스가 기록한 자세한 통계에 따르면 도시에 있던 수도교의 개수는 대략 97개 정도였다. 프로티누스 시대 이후에 지어진 수도교들은 알려진 것이 더 적다.

## 목록
| 이름            | 착공년도     | 완공년도     | 길이 (km) | 수원지 고도 (m) | 로마 내 고도 (m) | 평균 경사도 (%) | 수용규모 (m³, 하루 기준) |
| --------------- | ------------ | ------------ | --------- | --------------- | ---------------- | --------------- | ------------------------ |
| 아피아 수도     | 기원전 312년 | 기원전 312년 | 16.561    | 30              | 20               | 0.06            | 73,000                   |
| 구 아니오 수도  | 기원전 272년 | 기원전 269년 | 63.680    | 280             | 48               | 0.36            | 175,920                  |
| 마르키아 수도   | 기원전 144년 | 기원전 140년 | 91.64     | 318             | 59               | 0.28            | 185,600                  |
| 테풀라 수도     | 기원전 125년 | 기원전 125년 | 17.745    | 151             | 61               | 0.51            | 17,800                   |
| 율리아 수도     | 기원전 33년  | 기원전 33년  | 22.9      | 350             | 64               | 1.32            | 48,240                   |
| 비르고 수도     | 기원전 19년  | 기원전 19년  | 20.946    | 24              | 20               | 0.02            | 103,846                  |
| 알시에티나 수도 | 기원전 2년   | 기원전 2년   | 32.9      | 209             | 17               | 0.59            | 15,680 (식수 아님)       |
| 클라우디아 수도 | 기원전 38년  | 기원후 52년  | 68.9      | 320             | 67               | 0.37            | 191.196                  |
| 신 아니오 수도  | 기원전 38년  | 기원후 52년  | 87.17     | 400             | 70               | 0.38            | 196,627                  |
| 트라야나 수도   | 109년        | 109년        | 32.500    | -               | -                | -               |                          |
| 안토티아나 수도 | 226년        | 226년        | 22        | -               | 50               | -               | 120.000~320.000          |

## 같이 보기
- 수도교
- 로마의 수도교
- 세고비아 수도교
- 수도교 목록